# 7e étape du Tour d'Espagne 2012
La 7e étape du Tour d'Espagne 2012 s'est déroulée le vendredi 24 août 2012, partant de Jaca et arrive à Alcañiz après 164,2 km de course.

## Parcours de l'étape
Cette septième étape est dédiée aux sprinters, aucune difficulté n'est à prévoir, l'attraction du jour étant l'arrivée sur un circuit de Moto GP, le Circuit Motorland Aragon.

## Déroulement de la course
Étape de plaine classique, quatre hommes sont à l'avant et derrière le peloton roule pour revenir sur eux. Le grand favori est bien sûr John Degenkolb (Argos-Shimano) déjà 2 fois vainqueur sur cette Vuelta. Les échappés sont rattrapés à environ 20 km de l'arrivée, l'équipe Sky met alors en route leur train pour bien placer leur sprinter Ben Swift. A 12 km de la ligne, une chute survient dans peloton emmenant à terre une quinzaine de coureurs dont le 4e du classement général Rigoberto Urán (Sky). La Sky roule à bloc devant, malgré l'absence d'Urán, et finit par créer des micros cassures qui désorganisent le train de Degenkolb. À l'approche de la ligne d'arrivée c'est Nacer Bouhanni (FDJ-BigMat) qui lance le premier, puis c'est autour de Degenkolb légèrement gêné par Swift (qui a du mal à concrétiser le travail de ses équipiers, terminant dixième). À l'approche des derniers mètres, Degenkolb est en tête avec dans sa roue Elia Viviani (Liquigas-Cannondale), ce dernier ne parviendra pas à dépasser l'Allemand qui va chercher sa troisième victoire. Derrière pour compléter le podium on retrouve Allan Davis (Orica-GreenEDGE), qui a du frotter avec Bouhanni pour décrocher cette troisième place. Aucun favori ne perd du temps sauf le malheureux Rigoberto Urán qui concède 1 minute et 7 secondes sur le leader Joaquim Rodríguez (Katusha).

## Classement de l'étape
| Classement de l'étape | Classement de l'étape | Classement de l'étape | Classement de l'étape | Classement de l'étape |
|                       | Coureur               | Pays                  | Équipe                | Temps                 |
| --------------------- | --------------------- | --------------------- | --------------------- | --------------------- |
| 1er                   | John Degenkolb        | GER                   | Argos-Shimano         | en 3 h 48 min 30 s    |
| 2e                    | Elia Viviani          | ITA                   | Liquigas-Cannondale   | m.t                   |
| 3e                    | Allan Davis           | AUS                   | Orica-GreenEDGE       | m.t                   |
| 4e                    | Nacer Bouhanni        | FRA                   | FDJ-BigMat            | m.t                   |
| 5e                    | Daniele Bennati       | ITA                   | RadioShack-Nissan     | m.t                   |
| 6e                    | Gianni Meersman       | BEL                   | Lotto-Belisol         | m.t                   |
| 7e                    | Dennis van Winden     | NED                   | Rabobank              | m.t                   |
| 8e                    | José Joaquín Rojas    | ESP                   | Movistar              | m.t                   |
| 9e                    | Lloyd Mondory         | FRA                   | AG2R La Mondiale      | m.t                   |
| 10e                   | Ben Swift             | GBR                   | Sky                   | m.t                   |
| modifier              |                       |                       |                       |                       |

## Classement général
| Classement général | Classement général | Classement général | Classement général     | Classement général |
|                    | Coureur            | Pays               | Équipe                 | Temps              |
| ------------------ | ------------------ | ------------------ | ---------------------- | ------------------ |
| 1er                | Joaquim Rodríguez  | ESP                | Katusha                | en 25 h 53 min 4 s |
| 2e                 | Christopher Froome | GBR                | Sky                    | + 10 s             |
| 3e                 | Alberto Contador   | ESP                | Saxo Bank-Tinkoff Bank | + 36 s             |
| 4e                 | Robert Gesink      | NED                | Rabobank               | + 54 s             |
| 5e                 | Alejandro Valverde | ESP                | Movistar               | + 54 s             |
| 6e                 | Nicolas Roche      | IRL                | AG2R La Mondiale       | + 1 min 4 s        |
| 7e                 | Bauke Mollema      | NED                | Rabobank               | + 1 min 12 s       |
| 8e                 | Daniel Moreno      | ESP                | Katusha                | + 1 min 17 s       |
| 9e                 | Juan José Cobo     | ESP                | Movistar               | + 1 min 34 s       |
| 10e                | Sergio Henao       | COL                | Sky                    | + 1 min 39 s       |
| modifier           |                    |                    |                        |                    |

## Classements annexes

### Classement par points
| Classement par points | Classement par points | Classement par points | Classement par points | Classement par points |
| --------------------- | --------------------- | --------------------- | --------------------- | --------------------- |
|                       | Coureur               | Pays                  | Équipe                | Point(s)              |
| 1er                   | John Degenkolb        | GER                   | Argos-Shimano         | 76 points             |
| 2e                    | Elia Viviani          | ITA                   | Liquigas-Cannondale   | 47 pts                |
| 3e                    | Joaquim Rodríguez     | ESP                   | Katusha               | 45 pts                |
| modifier              |                       |                       |                       |                       |

### Classement du meilleur grimpeur
| Classement du meilleur grimpeur | Classement du meilleur grimpeur | Classement du meilleur grimpeur | Classement du meilleur grimpeur | Classement du meilleur grimpeur |
| ------------------------------- | ------------------------------- | ------------------------------- | ------------------------------- | ------------------------------- |
|                                 | Coureur                         | Pays                            | Équipe                          | Point(s)                        |
| 1er                             | Simon Clarke                    | AUS                             | Orica-GreenEDGE                 | 16 points                       |
| 2e                              | Alejandro Valverde              | ESP                             | Movistar                        | 11 pts                          |
| 3e                              | Pim Ligthart                    | NED                             | Vacansoleil-DCM                 | 11 pts                          |
| modifier                        |                                 |                                 |                                 |                                 |

### Classement du combiné
| Classement du combiné | Classement du combiné | Classement du combiné | Classement du combiné | Classement du combiné |
| --------------------- | --------------------- | --------------------- | --------------------- | --------------------- |
|                       | Coureur               | Pays                  | Équipe                | Point(s)              |
| 1er                   | Joaquim Rodríguez     | ESP                   | Katusha               | 9 points              |
| 2e                    | Alejandro Valverde    | ESP                   | Movistar              | 12 pts                |
| 3e                    | Christopher Froome    | GBR                   | Sky                   | 12 pts                |
| modifier              |                       |                       |                       |                       |

### Classement par équipes
| Classement général par équipes | Classement général par équipes | Classement général par équipes | Classement général par équipes |
|                                | Équipe                         | Pays                           | Temps                          |
| ------------------------------ | ------------------------------ | ------------------------------ | ------------------------------ |
| 1re                            | Sky                            | Royaume-Uni                    | en 77 h 3 min 47 s             |
| 2e                             | Rabobank                       | Pays-Bas                       | + 1 min 9 s                    |
| 3e                             | AG2R La Mondiale               | France                         | + 3 min 38 s                   |
| modifier                       |                                |                                |                                |